# Sovramonte
Sovramonte é uma comuna italiana da região do Vêneto, província de Belluno, com cerca de 1.696 habitantes. Estende-se por uma área de 50 km², tendo uma densidade populacional de 34 hab/km². Faz fronteira com Canal San Bovo (TN), Feltre, Fonzaso, Imer (TN), Lamon, Mezzano (TN), Pedavena.

## Demografia
| Variação demográfica do município entre 1861 e 2011                               |
|                                                                                   |
| Fonte: Istituto Nazionale di Statistica (ISTAT) - Elaboração gráfica da Wikipedia |